# نیروی اویلر
در مکانیک کلاسیک، نیروی اویلر یک شبه‌نیروی مماس است که در مقابل هر شتاب شعاعی احساس می‌شود. شتاب عکس‌العمل، شتاب اویلر نامیده می‌شود که به افتخار دانشمند سوئیسی، لئونارد اویلر نامگذاری شده‌است. این شتاب همچنین شتاب سمتی یا شتاب عرضی نیز نامیده می‌شود.
به عبارت دیگر این شتاب، زمانی به وجود می‌آید که یک دستگاه مرجع چرخان برای تحلیل حرکت استفاده شود و در آنجا تغییرات سرعت زاویه‌ای محورهای چارچوب مرجع وجود داشته باشد.
این نیرو عمود بر نیروی گریز از مرکز است.
این نیرو در بازی مری گوراند احساس می‌شود.